# John Gurche
John Gurche é um artista americano conhecido por suas pinturas, esculturas e esboços de vida pré-histórica, especialmente os dinossauros e os primeiros seres humanos.
Gurche teve obras em exposição no Museu Americano de História Natural, no Museu Field de História Natural, e na Smithsonian Institution. Ele criou ilustrações para a National Geographic e desenhou um conjunto de quatro selos com tema de dinossauros que foram divulgados pelo Serviço Postal dos EUA em 1989. Em 2000, ele recebeu o Prêmio Lanzendorf PaleoArt da Sociedade de Paleontologia de Vertebrados pelo seu mural de Sue o Tyrannosaurus, uma peça que acompanha o esqueleto do dinossauro no Museu Field.